# ایلیا پریگوژین
ایلیا ویسکونت پریگوژین (به روسی: Илья́ Рома́нович Приго́жин) (زاده ۲۵ ژانویه ۱۹۱۷ - درگذشته ۲۸ مه ۲۰۰۳) در روسیه متولد شد و شهروند بلژیک بود. او یک شیمی‌فیزیک‌دان بود که در سال ۱۹۷۷ «برای تحقیق درباره ترمودینامیک غیر متعادل به خصوص توسعه تئوری ساختارهای پراکنده»
موفق به دریافت جایزه نوبل شیمی شد.